# Цветкович-Брдо
Цветкович-Брдо (хорв. Cvetković Brdo; дословно c хорв. — «Холм Цветкович») — село в общине Велика-Горица в жупании Загребачка Республики Хорватия. 
Располагается в макрорегионе Центральная Хорватия и в историческом регионе Турополье. По данным переписи 2021 года, численность населения составляла 25 человек. Известно с 1427 года. До XVII века носило название Войносец; дословно c хорв. — «Воин».

## Население
| 2021 |
| ---- |
| 25   |